# کوزایجو (سیریک)
کوزایجو (ترکی استانبولی: Kozağacı) یک محله در ترکیه است که در ناحیهٔ سریک، آنتالیا واقع شده است. جمعیت این محله تا سال ۲۰۲۲ برابر با ۱۰۷۲ نفر بوده است.